# فرناندو هرنانديز
فرناندو هرنانديز (بالإسبانية: Fernando Hernández)‏ (28 مايو 1944 بكوستاريكا - 4 مايو 1997) هو مدرب كرة قدم ولاعب كرة قدم كوستاريكي في مركز الوسط. شارك مع منتخب كوستاريكا لكرة القدم. أما مع النوادي، فقد لعب مع ديبورتيفو سابريسا.

## وصلات خارجية
- فرناندو هرنانديز على موقع الاتحاد الدولي (مؤرشف)  (الإنجليزية)
- فرناندو هرنانديز على موقع قاعدة بيانات كرة القدم.إي يو (الإنجليزية)